# Dung
Dunga é uma comuna francesa na região administrativa de Borgonha-Franco-Condado, no departamento de Doubs. Estende-se por uma área de 3,22 km². Em 2010 a comuna tinha 642 habitantes (densidade: 199,4 hab./km²).